# CONCACAF Champions' Cup 1989
La CONCACAF Champions' Cup 1989 è stata la 25ª edizione della massima competizione calcistica per club centronordamericana, la CONCACAF Champions' Cup.

## Nord/Centro America

### Preliminari Centro America
| Squadra 1    | Totale | Squadra 2              | Andata | Ritorno |
| ------------ | ------ | ---------------------- | ------ | ------- |
| Diriangén FC | 1 - 4  | Coke Milpross          | 0 - 3  | 1 - 1   |
| América FC   | 1 - 3  | Deportivo La Previsora | 1 - 1  | 0 - 2   |

### Primo turno

#### Nord America
| Squadra 1           | Totale | Squadra 2          | Andata | Ritorno |
| ------------------- | ------ | ------------------ | ------ | ------- |
| Greek-American A.C. | 2 - 6  | Pumas UNAM         | 1 - 1  | 1 - 5   |
| Busch SC            | 0 - 9  | Leones Negros UdeG | 0 - 1  | 0 - 8   |

#### Centro America
| Squadra 1         | Totale | Squadra 2              | Andata | Ritorno |
| ----------------- | ------ | ---------------------- | ------ | ------- |
| C.D. Plaza Amador | 5 - 2  | Coke Milpross          | 1 - 1  | 4 - 1   |
| Duurly's          | 2 - 9  | Deportivo La Previsora | 0 - 3  | 2 - 6   |

#### Centro America Fase a gironi
Gruppo 1
8 aprile 1989
Città: San Pedro Sula - Honduras
| Squadra                  | G | V | N | P | GF | GS | DR | Pti |
| ------------------------ | - | - | - | - | -- | -- | -- | --- |
| 1. CS Cartaginés         | 3 | 2 | 0 | 1 | 4  | 1  | +3 | 4   |
| 2. Real C.D. España      | 3 | 1 | 2 | 0 | 2  | 1  | +1 | 4   |
| 3. C.D. Luis Ángel Firpo | 3 | 0 | 2 | 1 | 1  | 2  | -1 | 2   |
| 4. Aurora F.C.           | 3 | 0 | 2 | 1 | 2  | 5  | -3 | 2   |

| Squadra 1        | Risultato | Squadra 2             |
| ---------------- | --------- | --------------------- |
| CS Cartaginés    | 1 - 0     | C.D. Luis Ángel Firpo |
| Real C.D. España | 1 - 1     | Aurora F.C.           |
| Aurora F.C.      | 1 - 1     | C.D. Luis Ángel Firpo |
| Real C.D. España | 1 - 0     | CS Cartaginés         |
| CS Cartaginés    | 3 - 0     | Aurora F.C.           |
| Real C.D. España | 0 - 0     | C.D. Luis Ángel Firpo |

Gruppo 2
9 aprile 1989
Città: Tegucigalpa - Honduras
| Squadra             | G | V | N | P | GF | GS | DR | Pti |
| ------------------- | - | - | - | - | -- | -- | -- | --- |
| 1. C.D. Olimpia     | 3 | 2 | 1 | 0 | 7  | 4  | +3 | 5   |
| 2. CS Herediano     | 3 | 2 | 0 | 1 | 7  | 5  | +2 | 4   |
| 3. CSD Municipal    | 3 | 0 | 2 | 1 | 5  | 6  | -1 | 2   |
| 4. Cojutepeque F.C. | 3 | 0 | 1 | 2 | 3  | 7  | -4 | 1   |

| Squadra 1     | Risultato | Squadra 2        |
| ------------- | --------- | ---------------- |
| CS Herediano  | 3 - 2     | CSD Municipal    |
| C.D. Olimpia  | 3 - 1     | Cojutepeque F.C. |
| CSD Municipal | 1 - 1     | Cojutepeque F.C. |
| C.D. Olimpia  | 2 - 1     | CS Herediano     |
| CS Herediano  | 3 - 1     | Cojutepeque F.C. |
| C.D. Olimpia  | 2 - 2     | CSD Municipal    |

### Secondo turno

#### Nord/Centro America
| Squadra 1              | Totale | Squadra 2  | Andata | Ritorno |
| ---------------------- | ------ | ---------- | ------ | ------- |
| Deportivo La Previsora | 5 - 6  | U de G     | 0 - 1  | 5 - 5   |
| C.D. Plaza Amador      | 0 - 10 | Pumas UNAM | 0 - 4  | 0 - 6   |

#### Centro America Fase a gironi
11 - 18 giugno 1989
Città:Tegucigalpa - Honduras
| Squadra             | G | V | N | P | GF | GS | DR | Pti |
| ------------------- | - | - | - | - | -- | -- | -- | --- |
| 1. C.D. Olimpia     | 3 | 3 | 0 | 0 | 8  | 1  | +7 | 6   |
| 2. CS Herediano     | 3 | 1 | 1 | 1 | 6  | 5  | +1 | 3   |
| 3. Real C.D. España | 3 | 1 | 0 | 2 | 3  | 6  | -3 | 2   |
| 4. CS Cartaginés    | 3 | 0 | 1 | 2 | 2  | 7  | -5 | 1   |

| Squadra 1        | Risultato | Squadra 2        |
| ---------------- | --------- | ---------------- |
| Real C.D. España | 1 - 3     | CS Herediano     |
| C.D. Olimpia     | 3 - 0     | CS Cartaginés    |
| CS Herediano     | 2 - 2     | CS Cartaginés    |
| C.D. Olimpia     | 3 - 0     | Real C.D. España |
| Real C.D. España | 2 - 0     | CS Cartaginés    |
| C.D. Olimpia     | 2 - 1     | CS Herediano     |

### Terzo turno
| Squadra 1    | Totale | Squadra 2  | Andata | Ritorno |
| ------------ | ------ | ---------- | ------ | ------- |
| C.D. Olimpia | 1 - 6  | Pumas UNAM | 1 - 1  | 0 - 5   |
| CS Herediano | 3 - 2  | U de G     | 2 - 1  | 1 - 1   |

### Quarto turno
| Squadra 1    | Totale | Squadra 2  | Andata | Ritorno |
| ------------ | ------ | ---------- | ------ | ------- |
| CS Herediano | 2 - 6  | Pumas UNAM | 1 - 1  | 1 - 5   |

## Caraibi

### Gruppo A
Turno 1
| Squadra 1           | Totale           | Squadra 2                 | Andata | Ritorno |
| ------------------- | ---------------- | ------------------------- | ------ | ------- |
| Aigle Rouge         | 1 - 1 6-7 (pen.) | L'Etoile de Morne-à-l'Eau | 1 - 0  | 0 - 1   |
| RC Rivière-Pilote   | 0 - 0 6-5 (pen)  | Tempête Football Club     | 0 - 0  | 0 - 0   |
| Solidarité Scolaire | 2 - 4            | Réveil-Sportif            | 1 - 1  | 1 - 3   |

Turno 2
| Squadra 1                 | Risultato | Squadra 2      |
| ------------------------- | --------- | -------------- |
| RC Rivière-Pilote         | 2 - 0     | Réveil-Sportif |
| L'Etoile de Morne-à-l'Eau | bye       |                |

Turno 3
| Squadra 1         | Risultato | Squadra 2                 |
| ----------------- | --------- | ------------------------- |
| RC Rivière-Pilote | 2 - 1     | L'Etoile de Morne-à-l'Eau |

### Gruppo B
| Squadra                | G | V | N | P | GF | GS | DR | Pti |
| ---------------------- | - | - | - | - | -- | -- | -- | --- |
| 1. FC Pinar del Río    | 4 | 3 | 1 | 0 | 12 | 3  | +9 | 7   |
| 2. Trintoc             | 4 | 2 | 1 | 1 | 7  | 4  | +3 | 5   |
| 3. Defence Force       | 4 | 2 | 1 | 1 | 3  | 1  | +2 | 5   |
| 4. SV Juventus         | 4 | 1 | 1 | 2 | 4  | 13 | -9 | 3   |
| 5. CRKSV Jong Colombia | 4 | 0 | 0 | 4 | 3  | 9  | -6 | 1   |

| Squadra 1        | Risultato | Squadra 2           |
| ---------------- | --------- | ------------------- |
| FC Pinar del Río | 6 - 0     | SV Juventus         |
| Defence Force    | 2 - 0     | CRKSV Jong Colombia |
| Trintoc          | 1 - 0     | CRKSV Jong Colombia |
| Defence Force    | 0 - 1     | FC Pinar del Río    |
| Defence Force    | 0 - 0     | SV Juventus         |
| Trintoc          | 3 - 3     | FC Pinar del Río    |
| FC Pinar del Río | 2 - 0     | CRKSV Jong Colombia |
| Trintoc          | 4 - 0     | SV Juventus         |
| SV Juventus      | 4 - 3     | CRKSV Jong Colombia |
| Defence Force    | 1 - 0     | Trintoc             |

### Finale
| Squadra 1         | Totale | Squadra 2        | Andata | Ritorno |
| ----------------- | ------ | ---------------- | ------ | ------- |
| RC Rivière-Pilote | 2 - 3  | FC Pinar del Río | 1 - 1  | 1 - 2   |

## Finale CONCACAF
| [[ Pinar del Río, Cuba]] 1990-01-16                   | Fútbol Club Pinar del Río | 1 – 1    | Pumas UNAM | Estadio La Bombonera |
| \| \| \| \| \| Medina 55’ \| Marcatori \| 69’ Vera \| |                           |          |            |                      |
|                                                       |                           |          |            |                      |
| Medina 55’                                            | Marcatori                 | 69’ Vera |            |                      |

| [[ Città del Messico, Messico]] 1990-02-06                                                | Pumas UNAM | 3 – 1             | Fútbol Club Pinar del Río | Estadio Olímpico Universitario |
| \| \| \| \| \| Vera 8’ Campos 37’ Negrete 61’ (Pen.) \| Marcatori \| García 45’ (Pen.) \| |            |                   |                           |                                |
|                                                                                           |            |                   |                           |                                |
| Vera 8’ Campos 37’ Negrete 61’ (Pen.)                                                     | Marcatori  | García 45’ (Pen.) |                           |                                |

## Campione
| CONCACAF Champions' Cup 1989 Campioni |
| ------------------------------------- |
| Messico (bandiera)                    |
| Pumas UNAM Terzo Titolo               |